# Pablo Lyle
Pablo Lyle (ur. 18 listopada 1986 w Mazatlán, Sinaloa, Meksyk} – meksykański aktor i model.

## Życiorys
Karierę rozpoczął w 2005 roku jako model. Rok później otrzymał propozycję zagrania w telenoweli Codigo postal. W 2009 roku wystąpił w telenoweli Verano de amor z Dulce Marią, z którą później przez jakiś czas się spotykał. Dzięki udziałowi w telenoweli Una familia con suerte w 2012 roku został zwycięzcą nagrody Premios TVyNovelas w kategorii najlepszy debiutujący aktor. Wcielił się w postać Matiasa w telenoweli Cachito de cielo u boku takich aktorów, jak Maite Perroni, Azela Robinson i Pedro Fernandez.

## Filmografia
- 2017: Przeklęta
- 2012: Cachito de cielo jako Matias
- 2011: Una familia con suerte jako Pepé López Torres
- 2010: Mujeres asesinas 4 jako Marcelo
- 2009: Verano de amor jako Baldomero Perea Olmos
- 2006: Codigo postal